# ジュード・ヒル
ジュード・ヒル（Jude Hill, 2010年8月1日 - ）は、北アイルランドの俳優である。彼はケネス・ブラナー監督が自信の幼少期を基にして製作した映画『ベルファスト』（2021年）で主演を務め、クリティクス・チョイス・ムービー・アワード若手俳優賞を受賞した。彼はその後もブラナーの映画『名探偵ポアロ:ベネチアの亡霊』（2023年）に出演した。

## 生い立ち
ヒルは2010年8月1日に北アイルランドのアーマー近郊のダウン県の村であるギルフォードでショーニーン（Shauneen）とダリル（Darryl）のあいだに生まれた。彼には妹と弟がいる。彼はセント・ジョンズ小学校に通い、4歳のときからポータダウンのシェリー・ローリー・スクールで演劇の授業を受けていた。

## キャリア
ヒルはケネス・ブラナー監督の『ベルファスト』で長編映画デビューを果たした。この映画の物語は主にヒルが演じるバディの視点で描かれており、『ニューヨーク・タイムズ』紙のジャネット・カトゥーリスは彼を「賢くて陽気な9歳の少年で、ブラナー自身をフィクション化した姿」と評した。ヒルは300人の若手俳優が集まるオーディションを受け、この役に抜擢された時点で9歳、撮影時点で10歳、2021年の映画初公開時点で11歳であった。
ヒルはまた、2021年のシネマジックでプレミア上映された第二次世界大戦を舞台とした短編映画『Rian』で主演を務めた。2021年12月、ヒルはアメリカのユナイテッド・タレント・エージェンシーを契約した。
2022年、ヒルは『ベルファスト』が国際映画賞を獲得したダヴィッド・ディ・ドナテッロ賞の授賞式に特別ゲストとして出席した。同年に彼はアンソニー・ホロヴィッツによる2016年の同名ミステリ小説を原作としたBritBoxとPBSマスターピースによる『カササギ殺人事件』でテレビ作品デビューした。また彼はホラー映画『Mandrake』でディアドル・マリンズと共演した。
2023年9月、彼はアガサ・クリスティの小説『ハロウィーン・パーティ』を原作としたブラナー監督の映画『名探偵ポアロ:ベネチアの亡霊』でレオポルド・フェリエを演じた。
ヒルは2025年3月27日に公開されたAmazon映画『ホランド』でニコール・キッドマンと共演し、ハリー・ヴァンダーグルート役を務めた。

## フィルモグラフィ

### 映画
| 年   | タイトル                                                                             | 役名                       | 備考                   |
| ---- | ------------------------------------------------------------------------------------ | -------------------------- | ---------------------- |
| 2021 | Rian                                                                                 | Rian McMurphy              | 短編映画               |
| 2021 | ベルファスト Belfast                                                                 | バディ                     |                        |
| 2022 | Mandrake                                                                             | Luke                       |                        |
| 2023 | ダンジョンズ&ドラゴンズ/アウトローたちの誇り Dungeons & Dragons: Honor Among Thieves | Young Boy in Stands        |                        |
| 2023 | 名探偵ポアロ:ベネチアの亡霊 A Haunting in Venice                                     | レオポルド・フェリエ       | [ 14 ]                 |
| 2025 | ホランド Holland                                                                     | ハリー・ヴァンダーグルート | [ 15 ] [ 16 ]          |
| TBA  | Way of the Warrior Kid                                                               | Marc                       | ポストプロダクション中 |

### テレビシリーズ
| 年   | タイトル                        | 役名          | 備考      |
| ---- | ------------------------------- | ------------- | --------- |
| 2022 | カササギ殺人事件 Magpie Murders | Sam Blakiston | 計4話出演 |

## 受賞とノミネート
| 年   | 賞                                         | 部門                             | 作品         | 結果       | 参照   |
| ---- | ------------------------------------------ | -------------------------------- | ------------ | ---------- | ------ |
| 2021 | 英国インディペンデント映画賞               | ブレイクスルー演技賞             | ベルファスト | ノミネート | [ 17 ] |
| 2021 | フロリダ映画評論家協会                     | ブレイクアウト賞                 | ベルファスト | ノミネート | [ 18 ] |
| 2021 | インディアナ映画ジャーナリスト協会         | ブレイクアウト賞                 | ベルファスト | ノミネート | [ 19 ] |
| 2021 | ラスベガス映画批評家協会                   | 若手映画男優賞                   | ベルファスト | 受賞       | [ 20 ] |
| 2021 | ノーステキサス映画批評家協会               | 新人賞                           | ベルファスト | ノミネート | [ 21 ] |
| 2021 | フェニックス映画批評家協会                 | 若手演技賞                       | ベルファスト | 受賞       | [ 22 ] |
| 2021 | ワシントンD.C.映画批評家協会               | 若手演技賞                       | ベルファスト | ノミネート | [ 23 ] |
| 2022 | コロンバス映画批評家協会                   | ブレイクスルー映画アーティスト賞 | ベルファスト | 次点       | [ 24 ] |
| 2022 | クリティクス・チョイス・ムービー・アワード | 若手男優/女優賞                  | ベルファスト | 受賞       | [ 25 ] |
| 2022 | ディスカッシング映画批評家協会賞           | デビュー演技賞                   | ベルファスト | ノミネート | [ 26 ] |
| 2022 | ジョージア映画評論家協会                   | ブレイクスルー賞                 | ベルファスト | ノミネート | [ 27 ] |
| 2022 | ハリウッド批評家協会                       | 新人賞                           | ベルファスト | 受賞       | [ 28 ] |
| 2022 | インターナショナル映画批評家協会           | 若手演技賞                       | ベルファスト | ノミネート | [ 29 ] |
| 2022 | アイリッシュ映画&テレビ賞                  | 映画主演男優賞                   | ベルファスト | ノミネート | [ 30 ] |
| 2022 | ロンドン映画批評家協会                     | 若手英国/アイルランド俳優賞      | ベルファスト | ノミネート | [ 31 ] |
| 2022 | ミュージックシティ映画批評家協会           | 男優賞                           | ベルファスト | 受賞       | [ 32 ] |
| 2022 | オンライン映画&テレビ協会                  | 若手演技賞                       | ベルファスト | ノミネート | [ 33 ] |
| 2022 | サンディエゴ映画批評家協会                 | 主演男優賞                       | ベルファスト | ノミネート | [ 34 ] |
| 2022 | サンディエゴ映画批評家協会                 | 若手演技賞                       | ベルファスト | 受賞       | [ 35 ] |
| 2022 | サンディエゴ映画批評家協会                 | ブレイクスルーアーティスト賞     | ベルファスト | 次点       | [ 35 ] |
| 2022 | シアトル映画批評家協会                     | 若手演技賞                       | ベルファスト | ノミネート | [ 36 ] |